# 黎孟枫
黎孟枫 (1964年10月—)，广州市人，南方医科大学校长，从事肿瘤病毒等方面的研究。中国教育部第六批“长江学者”特聘教授。

## 生平
1986年毕业于中山医科大学医学系。1991年获博士学位。1993年至1997年在匹兹堡癌症研究所从事博士后研究。1997至2005年先后在匹兹堡癌症研究所任研究助理教授、匹兹堡大学医学院病理系任助理教授。
2005年任中山大学基础医学院教授，后任中山大学基础医学院院长、中山医学院院长、中山大学副校长等。2019年起，担任南方医科大学校长。